# چیه آکوتسو
چیه آکوتسو (انگلیسی: Chie Akutsu؛ زادهٔ ۱۵ سپتامبر ۱۹۸۴) بازیکن هاکی روی چمن زن اهل ژاپن است.